# Illa Charlton
L'illa Charlton Island és una illa deshabitada que es troba a la badia de James, a la regió de Qikiqtaaluk, Nunavut, Canadà. Situada al nord-est de la badia del riu Rupert, té una superfície de 308 km². És el punt més meridional del territori de Nunavut.
Thomas James, que va donar el seu nom a la badia de James, va hivernar-hi el 1631 i li va donar el nom en record al rei Carles. Els fundadors de Fort-Rupert (1668) l'hagueren de veure i Charles Bayly gairebé va fer-hi terra el 1674. Poc abans de 1679 Bayly va proposar fer de l'illa Charlton el centre d'operacions comercial al voltant de la badia de James. Després de l'expedició a la Badia de Hudson (1686) els francesos planejaren enviar-hi els presoners.
Pels volts de 1802 la Companyia del Nord-oest va enviar-hi l'Eddystone, un vaixell fortament armat, sota el comandament del capità Richards per reclamar-la per a la Companyia, fins aleshores en poder de la Companyia de la Badia de Hudson. A l'illa van construir el Fort St. Andrews, més dos forts en les desembocadures del riu Moose i Eastmain. L'objectiu era pressionar la Companyia de la Badia de Hudson en la concessió dels drets de trànsit de la Companyia del Nord-oest per la badia de Hudson.